# Yitzhak Herzog
Yitzhak (Bougie) Herzog, ook wel aangeduid als Isaac Herzog (Hebreeuws: יצחק (בוז׳י) הרצוג), (Tel Aviv, 22 september 1960) is een Israëlische politicus en advocaat. Sinds 7 juli 2021 is hij de president van Israël.

## Levensloop
Yitzhak Herzog komt uit een uit Oost-Europa afkomstige Joodse familie. Hij is de zoon van generaal Chaim Herzog (overleden in 1997), die als zesde president van Israël van 1983 tot 1993 twee termijnen zijn land diende en Aura Ambache. Zijn grootvader rabbijn Yitzhak HaLevi Herzog was van 1921 tot 1936 opperrabbijn van Ierland en daarna tot aan zijn dood in 1959 (de moefti verstrekte daartoe opdracht) van het Mandaatgebied Palestina en Israël.
Herzog verbleef gedurende zijn jeugd lange tijd in de Verenigde Staten omdat zijn vader als ambassadeur de Israëlische staat vertegenwoordigde bij de Verenigde Naties in New York. Hij studeerde in dat land aan de Cornell-universiteit alsook aan de New York-universiteit en keerde in 1978 naar Israël terug, alwaar hij als majoor zijn militaire dienstplicht vervulde in Eenheid 8200. Vervolgens studeerde hij rechten aan de Universiteit van Tel Aviv en werkte daarna op het door zijn vader opgerichte advocatenkantoor Herzog, Fox & Ne'eman.
In januari 2003 werd Herzog in de 16e Knesset verkozen. In 2005 was hij tevens minister van Huisvesting en Woningbouw in het kabinet-Sharon II, van 2006 tot 2007 minister van Toerisme in het daaropvolgende kabinet-Olmert, van 2007 tot 2009 minister van Diaspora- en Maatschappelijke Zaken alsmede van Antisemitismebestrijding, eveneens in het kabinet-Olmert, en van 2007 tot 2011 minister van Welzijn en Sociale Dienstverlening, zowel in het kabinet-Olmert alsook in diens opvolger het kabinet-Netanyahu II. Op 22 november 2013 werd hij voorzitter van de Arbeidspartij (zijn voorgangster was Shelly Yachimovich) en zodoende ook oppositieleider.
Tijdens de parlementsverkiezingen van 2015 was Herzog lijsttrekker van de Zionistische Unie (de gezamenlijke lijst van de Arbeidspartij en Hatnuah) en daarmee de grootste uitdager van zittend premier Benjamin Netanyahu van Likoed.
Bij de interne partijverkiezingen van 10 juli 2017 werd Avi Gabbai gekozen als nieuwe voorzitter van de Arbeidspartij. Omdat Avi Gabbai geen Knessetlid is, bleef Herzog voorlopig in de Knesset de leider van de Arbeidspartij en de oppositie.
In 2018 werd hij voorzitter van het Joodse Agentschap, waar hij namens de regering verantwoordelijk was voor de terugkeer en integratie van het joodse volk.

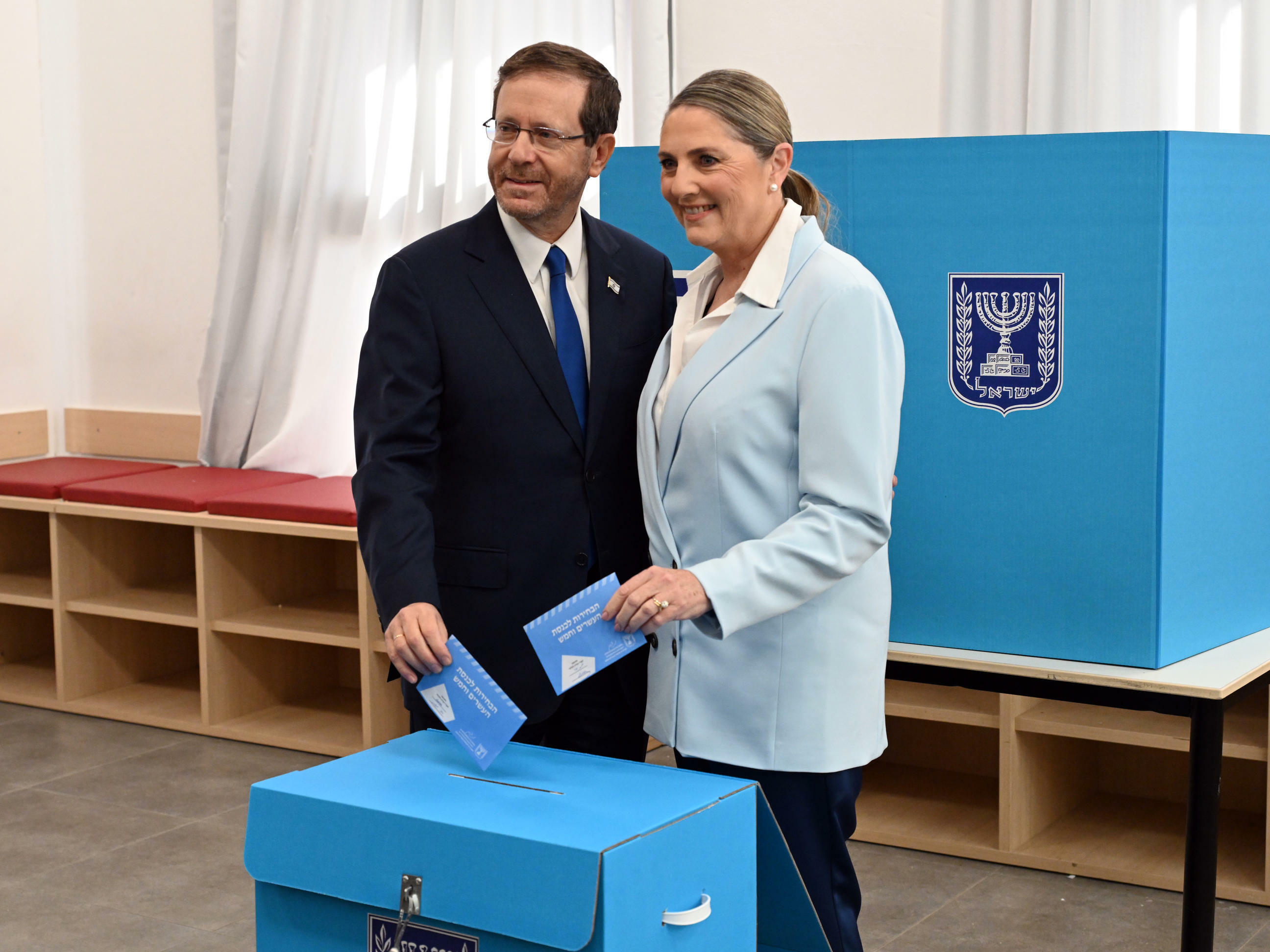
Herzog en zijn vrouw Michal stemmen (2022)

Bij de presidentsverkiezingen van 2 juni 2021 was Herzog een van de twee presidentskandidaten, samen met Miriam Peretz. Hij haalde het in de eerste (geheime) stemronde in de Knesset met 87 uitgebrachte stemmen, tot nog toe het hoogste aantal uitgebracht in de geschiedenis van de staat Israël. Op 7 juli 2021 volgde hij Reuven Rivlin op als president.

## Persoonlijk
Yitzhak Herzog is getrouwd en heeft drie kinderen. Hij woont in Tzahala, een woonwijk in het noordoosten van Tel Aviv, waar hij ook een deel van zijn jeugd doorbracht.
- Bibliothèque nationale de France: cb14594067p (data)
- Gemeinsame Normdatei: 129306436X
- International Standard Name Identifier: 0000 0000 8169 7516
- Library of Congress Control Number: nr2004014209
- Nationale Bibliotheek van Israël: 987007299493905171
- Réseau des bibliothèques de Suisse occidentale: 02-A003368150
- SNAC: w67j1pc3
- Virtual International Authority File: 100328159
- WorldCat: E39PBJwd9qJ4gkRrjyMfBfXyBP

Chaim Weizmann (1949–1952) · 
Itzhak Ben-Zvi (1952–1963) · 
Zalman Shazar (1963–1973) · 
Ephraim Katzir (1973–1978) ·
Yitzhak Navon (1978–1983) · 
Chaim Herzog (1983–1993) · 

Ezer Weizman (1993–2000) · 
Moshe Katsav (2000–2007) · 
Shimon Peres (2007–2014) · 
Reuven Rivlin (2014–2021) · 
Yitzhak Herzog (2021-heden)